# 大阪獣医畜産専門学校 (旧制)
| 大阪獣医畜産専門学校 | 大阪獣医畜産専門学校          |
| -------------------- | ----------------------------- |
| 創立                 | 1942年                        |
| 所在地               | 大阪府堺市                    |
| 初代校長             |                               |
| 廃止                 | 1952年                        |
| 後身校               | 浪速大学 （現・大阪府立大学） |
| 同窓会               | 大阪府立大学 獣医学友会       |

大阪獣医畜産専門学校 （おおさかじゅういちくさんせんもんがっこう） は、1942年 （昭和17年） に大阪府によって設立された旧制専門学校。創立時の名称は大阪高等獣医学校。
本項では、前身の大阪府立農学校を含めて記述する。

## 概要
1888年 （明治21年） 創立の大阪府立農学校獣医科を源流とする。ただし、後身校である現在の大阪府立大学では、獣医科は1883年 （明治16年） 2月設立の獣医学講習所を継承したものとしている。
大阪府立農学校の第二部獣医科が昇格して、1942年に大阪高等獣医学校の名称で設立された。第二次世界大戦中の1945年に大阪獣医畜産専門学校と改称された。
第二次世界大戦後の学制改革で、新制大阪府立浪速大学農学部獣医学科 （現 大阪府立大学生命環境科学部獣医学科）の前身となった。同窓会は 「大阪府立大学獣医学友会」 と称し、旧制・新制合同の会である。

## 沿革

### 前史
- 1883年2月： 大阪府勧業課、府立大阪医学校内に獣医学講習所を設置。
  - 2年制。入所資格： 17歳以上。

### 大阪府立農学校時代
- 1888年3月： 大阪府郡部会、府立農学校設立の建議を可決。
- 1888年9月： 堺区車之町東1丁（現在の堺市堺区車之町東2丁・3丁）に大阪府立農学校設立。
- 1888年10月22日： 大阪府立農学校開校。
  - 本科に農科、獣医科の 2科を設置。
  - 修業年限3年、入学資格は 4年制の高等小学校卒業者 （1899年の農業学校規程にいう甲種農学校）。
  - 全寮制。実習地は泉北郡中筋村（現在の堺市堺区）に設置。
- 1889年3月： 西成郡佃村（現在の大阪市西淀川区）に附属蚕業場を設置。
- 1890年12月： 東成郡鶴橋村大字岡（現在の大阪市生野区）の御勝山に統合移転。附属蚕業場を蚕業専修科と改称 （1898年廃止）。
- 1901年1月： 別科を開設。
  - 満20歳以上対象、期間1ヶ月以内 （農閑期開講）。
- 1901年4月： 専攻科を設置 （1907年3月廃止）。
- 1904年3月： 予科を開設 （修業年限1年、高等小学校3年修了者対象）。
- 1905年11月： 中河内郡枚岡村（現在の東大阪市）の国有林の払下げを受け、演習林を設置。
  - 後に一部が枚岡公園として供出された。
- 1909年3月： 園芸科を新設、獣医科を畜産科と改称。
- 1924年4月： 校則改正。
  - 予科を廃止、学科名・修業年限等を変更：
    - 農科 → 農業科 （修業年限5年、入学資格： 尋常小学校卒業者）。
    - 畜産科 → 獣医畜産科 （修業年限4年、入学資格： 高等小学校卒業者）。

  - 園芸科を分離、豊能郡立農商学校と合併して大阪府立園芸学校を設立 （現大阪府立園芸高等学校）。
    - 大阪府立園芸学校は後に池田市神田町に移転、府立大阪農業専門学校 （1944年創立） が併設された。

  - 別科を専修科と改称。
- 1926年4月： 大阪府立農業補習学校教員養成所を併設 （後の大阪青年師範学校）。
- 1926年10月： 堺市大仙町に校舎新築、移転。

1926年4月7日、（旧） 獣医師法が公布され、獣医師免許の取得要件は、獣医学の専門学校卒業者あるいは獣医師試験合格者に限られることとなった （施行は1939年4月から）。1938年には獣医師試験規則が制定され、受験資格は大学・専門学校・農学校第二部で 2年以上獣医学を修めた者とされた。
- 1928年： 大阪府議会、大阪府立農学校の昇格に関する意見書を建議。
- 1932年8月： 文部省に大阪府立農学校昇格に関する陳情書を提出。
  - 1934年9月： 室戸台風被害により昇格運動は下火に。
- 1935年： 女子専修科を設置 （修業年限1年、入学資格： 高等女学校卒業者）。
- 1936年4月： 第二部を設置。
  - 女子専修科を女子第二部 （家庭科） に改組。
  - 男子第二部を新設 （農業経営科。修業年限1年、入学資格： 中学校卒業者）
- 1939年4月： 獣医畜産科を廃止、男子第二部に獣医科 （修業年限2年）・産業組合科 （同1年） を設置。

### 大阪高等獣医学校時代
- 1942年1月21日： 専門学校令により大阪府立大阪高等獣医学校設立認可 （文部省告示第33号）。
  - 大阪府立農学校第二部獣医科から昇格した。修業年限3年、入学資格は中学校卒業者。
  - 大阪府立農学校本科は存続し、1948年に新制大阪府立農業高等学校となったが、1952年に廃校となった。

### 大阪獣医畜産専門学校時代
- 1945年4月1日： 大阪獣医畜産専門学校と改称。
- 1948年11月： 修業年限 4年に延長される。
- 1949年4月： 新制大阪府立浪速大学発足。
  - 大阪獣医畜産専門学校は、農学部獣医学科の母体となった。
- 1952年3月： 旧制大阪獣医畜産専門学校廃止。

## 校地
大阪府立農学校創立時は、堺区車之町東の旧堺師範学校校舎を仮校舎としたが、1890年12月、東成郡鶴橋村大字岡に移転 （勝山校舎、現 大阪市生野区） 。勝山校舎が狭隘となり、1926年10月、堺市大仙町に校舎を新築・移転 （大仙校舎）。
大阪高等獣医学校 （後に大阪獣医畜産専門学校と改称） は大仙校舎で発足し、廃校まで同地を使用した。大仙校舎は後身の新制浪速大学農学部 （後に大阪府立大学農学部と改称） に引き継がれた。現在の中百舌鳥学舎には1965年11月から移転を開始し、1971年3月までに家畜病院・附属農場を含めて移転完了した。農場跡地は大仙公園として整備された。また、校舎跡地には1976年9月までに大阪女子大学が移転した（2007年3月に大阪府立大学への統合により廃止された）。

## 歴代校長
大阪府立農学校 （大阪高等獣医学校設立まで）
- 校長： 東尾平太郎 （1888年10月 - 1890年12月）
- 校長： 溝端佐太郎 （1890年12月 - 1892年2月）
- 校長： 棚橋衡平 （1892年2月 - 1895年5月）
- 校長代理： 小島喜作 （1895年5月 - 1896年1月）
- 校長： 小島喜作 （1896年1月 - 1898年12月）
- 校長： 井原百介 （1898年12月 - 1915年2月）
- 校長事務取扱： 宇野弘三郎 （1915年2月 - 1915年5月）
- 校長： 片田豊太郎 （1915年5月 - 1925年4月）
- 校長： 岩根一 （1925年4月 - 1933年5月）
- 校長： 山下昇 （1933年5月 -）

大阪高等獣医学校・大阪獣医畜産専門学校
- 校長： 森田平治郎
  - 新制移行時の校長

## 関連書籍
- 作道好男・作道克彦（編）　『大学の歴史 : 大阪府立大学農学部』　教育文化出版教育科学研究所、1983年7月。